# Ludwig Herberth
Ludwig Herberth (* 16. Mai 1890 in Wien; † 9. Oktober 1953 ebenda) war ein österreichischer Politiker (ÖVP) und 1945 Amtsführender Stadtrat für Wirtschaftsangelegenheiten in Wien.
Herberth studierte Rechtswissenschaften an der Universität Wien und war als Großhandelskaufmann tätig. Er trat zum 11. Dezember 1932 der NSDAP bei (Mitgliedsnummer 1.387.050). 1937 gehörte er zu den Proponenten des Deutsch-sozialen Volksbunds, der Nationalen in der Vaterländischen Front Raum bieten sollte und half während des Ständestaates illegalen Nationalsozialisten. 1939 wurde er aus der NSDAP trotz „großer Verdienste“ ausgeschlossen, weil seine Ehefrau Jüdin war. Ludwig Herberth wurde am 18. April 1945 in die Landesregierung Körner I berufen und übernahm das Ressort für Wirtschaftsangelegenheiten. Herberth schied bereits am 4. August 1945 wieder aus der Regierung aus, nachdem seine NSDAP-Mitgliedschaft thematisiert wurde. Nach seinem Tod wurde Herberth auf dem Ober Sankt Veiter Friedhof bestattet.